# Kampylodonisk
Kampylodonisk (Campylodoniscus meghinoi) – zauropod o bliżej niesprecyzowanej pozycji systematycznej.
Żył w okresie późnej kredy (ok. 83-65 mln lat temu) na terenach Ameryki Południowej. Długość ciała ok. 20 m, wysokość ok. 6 m, masa ok. 15 t. Jego szczątki znaleziono w Argentynie(w prowincji Chubut).
Opisany na podstawie kości szczęki i zębów.